# 窦毅
窦毅（519年—583年1月3日），胡姓纥豆陵氏，字天武，扶风郡平陵县（今陕西省咸阳市秦都区）人，祖籍河南郡洛阳县（今河南省洛阳市东），北魏、西魏、北周、隋朝官员。

## 生平
窦毅的父亲窦岳早逝，窦毅功勋卓著后，朝廷追赠大将军、冀州刺史。窦毅为人沉着持重，侍奉父母以孝闻名。魏孝武帝元修初，窦毅以员外散骑侍郎为起家官。当时高欢独揽朝政，窦毅激愤的有为君主而死的志向。
等到魏孝武帝西迁关中，窦毅跟随入关，封奉高县子，食邑六百户，出任符玺郎。窦毅跟随俘虏窦泰，收复弘农，参与沙苑之战，都有战功。窦毅出任右将军、太中大夫，进为侯爵，增加食邑一千户，屡次升任持节、抚军将军、通直散骑常侍。西魏废帝二年（552年），窦毅出任车骑大将军、仪同三司、大都督，进爵安武县公，增加食邑一千四百户。西魏恭帝元年（554年），窦毅进授骠骑大将军、开府仪同三司、大都督，改封永安县公，外任豳州刺史。周孝闵帝宇文觉登基，窦毅进爵神武郡公，增加食邑总计五千户。保定三年（563年），窦毅被征召回朝，出任左宫伯，转任小宗伯，很快加大将军。
当时北周和北齐相互争斗，战争每年都发生，双方都结交突厥作为外援。宇文泰时期，突厥已经许诺将女儿嫁到西魏，北齐也也用甜言蜜语和贵重的礼品，派遣使者向突厥求婚。突厥本来贪婪无厌，想要悔婚。朝廷于是命令杨荐等人多次出使突厥，前后十多次，才恢复以前的友好关系。到此时，北周虽然期望前往迎娶，还是害怕突厥另作打算。因为窦毅是有功勋的皇亲国戚，一向威严庄重，就命令窦毅作为使者。保定五年二月辛酉（565年3月25日），周武帝宇文邕诏令陈国公宇文纯、柱国许国公宇文贵、神武公窦毅、南安公杨荐等人，前往突厥可汗的牙帐迎娶皇后。等到窦毅到了突厥，北齐的使者也在那里。突厥君臣还是有二心，窦毅高声正色，以大义责备他们，经过数十天才定下来，最终窦毅带着阿史那皇后返回。朝廷评议嘉奖窦毅，另外封成都县公，食邑一千户，天和六年四月庚子（571年6月1日），窦毅进位柱国。窦毅外任同州刺史，升任蒲州总管，改任金州总管。建德六年（577年）四月，周武帝在平定北齐后返回长安，命令李德林跟随车驾，任命李德林为内史上士。从此之后，诏书文诰的格式以及对崤山以东人士的任用，全部委托给李德林。周武帝曾在云阳宫用鲜卑语对群臣说：“我以前听说李德林的名字，等到见了他给北齐朝廷创作的诏书和檄文，我正以为他是天上人。没想到现在他为我所用，为我制作文书，这真是奇事。”窦毅回答说:“臣听说明王圣主，能得到骐驎凤凰等祥瑞，是圣德感应的结果，不是人力所能得到的。神物虽然能来，但没法使用它们。而李德林受到您的任用，也是陛下圣德感应得到的，而且有大才获重用，比骐驎凤凰强多了。”周武帝大笑说:“真是你说的这么回事。”
大象二年六月戊午（580年7月1日），窦毅加上柱国，大象二年（580年）八月，窦毅回朝担任大司马。隋朝开皇元年三月辛卯（581年3月31日），窦毅出任定州总管。窦毅多次官居藩镇，都能使百姓和睦。开皇二年十二月甲戌（583年1月3日），窦毅在定州去世，虚岁六十四，朝廷赠予襄郢等六州刺史，谥号肃。窦毅性格温和，经常谨慎从事自守节操，又娶宇文泰第五女襄阳公主，特别被朝廷所委任信赖，虽然在朝廷内外任职，但是未曾有骄矜懈怠的神色，当时的人以此称赞他。儿子窦贤继承了爵位。
窦毅第二女窦氏，就是唐朝的太穆皇后。唐朝武德元年（618年），唐高祖李渊诏令赠予窦毅司空、使持节、总管荆郢硖夔复沔岳沅沣鄂十州诸军事、荆州刺史，封杞国公。

## 其他
窦毅娶宇文泰第五女襄阳公主，第二女窦氏，襄阳公主的弟弟周武帝宇文邕特别喜爱这个外甥女，将她带到宫中养育。当时周武帝娶突厥女子阿史那氏为皇后，皇后不受宠爱，窦氏当时年纪还小，私下对周武帝说：“四方没有宁静，突厥还很强大，希望舅舅抑制个人感情抚慰皇后，以天下百姓为念，还需要突厥的帮助，那么江南的南陈、关东的北齐政权就不能成为祸患了。”周武帝赞许并采纳了意见。窦毅听说后，对襄阳公主说：“这个女儿才华容貌如此，不可以随便许配给人，应当为她求贤能的丈夫。”窦毅于是在门口屏风上画上两只孔雀，公子们有来窦家求婚的，窦毅就给他们两只箭，暗中许诺射中孔雀眼睛的就娶自己的女儿。前后数十人来窦家求婚，都没能射中，李渊最后才来，两次发箭各射中一只眼，窦毅大喜，就将女儿嫁给李渊。隋文帝杨坚接受禅让建立隋朝，窦氏听说后洒下眼泪，自己跳上胡床说：“恨我不是男子，不能救助舅舅家的危难！”窦毅和襄阳公主急忙捂住窦氏的口说：“你别胡说，我们家族会被族灭的！”
窦毅是一位佛教徒，曾经建造云华寺。
今陕西省西安市碑林区，一街道名为“窦府巷”，以窦姓府第在此而得名，亦有传说此“窦府”即窦毅之府。

## 住所
窦毅在长安城有两处住宅，一处位于宣阳坊，住宅西边有窦氏的归宁院，后施舍给净域寺，宅南有杞公庙，净域寺中僧人说，三阶院门外就是唐高祖射孔雀的地方，另一处位于常乐坊，开皇六年施舍为大慈寺，后改名灵花寺。

## 家庭

### 兄弟姐妹
- 窦甝，北魏定安郡扶风郡二郡太守、义安侯

### 子女
- 窦贤，隋朝迁州刺史、杞国公
- 窦照，北周大将军、开府仪同三司、成州刺史、钜鹿恭公
- 窦文殊，隋朝仪同三司、成都县公
- 窦氏，嫁隋朝大都督、千牛备身、东平郡公宇文则[40]
- 太穆皇后，第二女，嫁李渊
- 窦氏，嫁隋朝著作郎、沣州刺史、怀义郡公裴弘策[41]